# Adilson
Adilson, właśc. Adilson Ferreira Antunes (ur. 12 listopada 1916 w Rio de Janeiro) - były brazylijski piłkarz występujący na pozycji napastnika.

## Kariera klubowa
Adilson karierę piłkarską rozpoczął w drugiej połowie lat trzydziestych w klubie Madureira Rio de Janeiro. W latach 1939–1945 był zawodnikiem Fluminense FC. Z Fluminense dwukrotnie zdobył mistrzostwo stanu Rio de Janeiro – Campeonato Carioca w 1940 i 1941. Ostatnim klubem w jego karierze było CR Flamengo, gdzie występował w latach 1945–1947.

## Kariera reprezentacyjna
Adilson pod koniec lat 30. grał w reprezentacji Brazylii. 22 stycznia 1939 wystąpił w meczu z reprezentacją Argentyny, którego stawką była Copa Julio Roca 1939/40. Brazylia wygrała 2-1, a Adilson strzelił pierwszą bramkę. W 1940 roku wystąpił w dwóch meczach z Argentyną w Copa Julio Roca. Były to jedyne występy w barwach canarinhos.